# Педли, Этель
Этель Педли (англ. Ethel Pedley; 19 июня 1859, Актон — 6 августа 1898, Сидней) — англо-австралийская писательница и музыкант. Её книга «Дот и кенгуру» (1898) стала классикой австралийской детской литературы.

## Биография и творчество
Этель Педли родилась в 1859 году в Актоне, близ Лондона. Её родителями были Фредерик Педли, зубной врач, и его жена Элиза, урождённая Долби. В семье, помимо Этель, было пятеро сыновей. С раннего детства Этель обучалась игре на фортепиано; позднее, когда в 1873 году семья переселилась из Англии в Австралию, она начала также брать уроки скрипки. В 1880—1881 годах, вернувшись на некоторое время в Лондон, продолжила своё музыкальное образование в Королевской академии музыки.
В 1882 году, снова в Сиднее, Этель начала давать уроки пения и игры на скрипке. В 1884 году основала, совместно со своей подругой Эммелин Вулли, женский хор, которым долгое время руководила. В числе собственных музыкальных сочинений Педли — «Les Bohemiennes» (на цыганские темы); кроме того, она написала либретто для кантаты Эммелин Вулли «The Captive Soul». В 1896 Педли и Вулли договорились с объединённым советом Королевской академии музыки и Королевского музыкального колледжа, о том, чтобы организуемые этими заведениями экзамены проводились также и в Австралии. Педли была назначена единственным представителем Совета в Новом Южном Уэльсе.

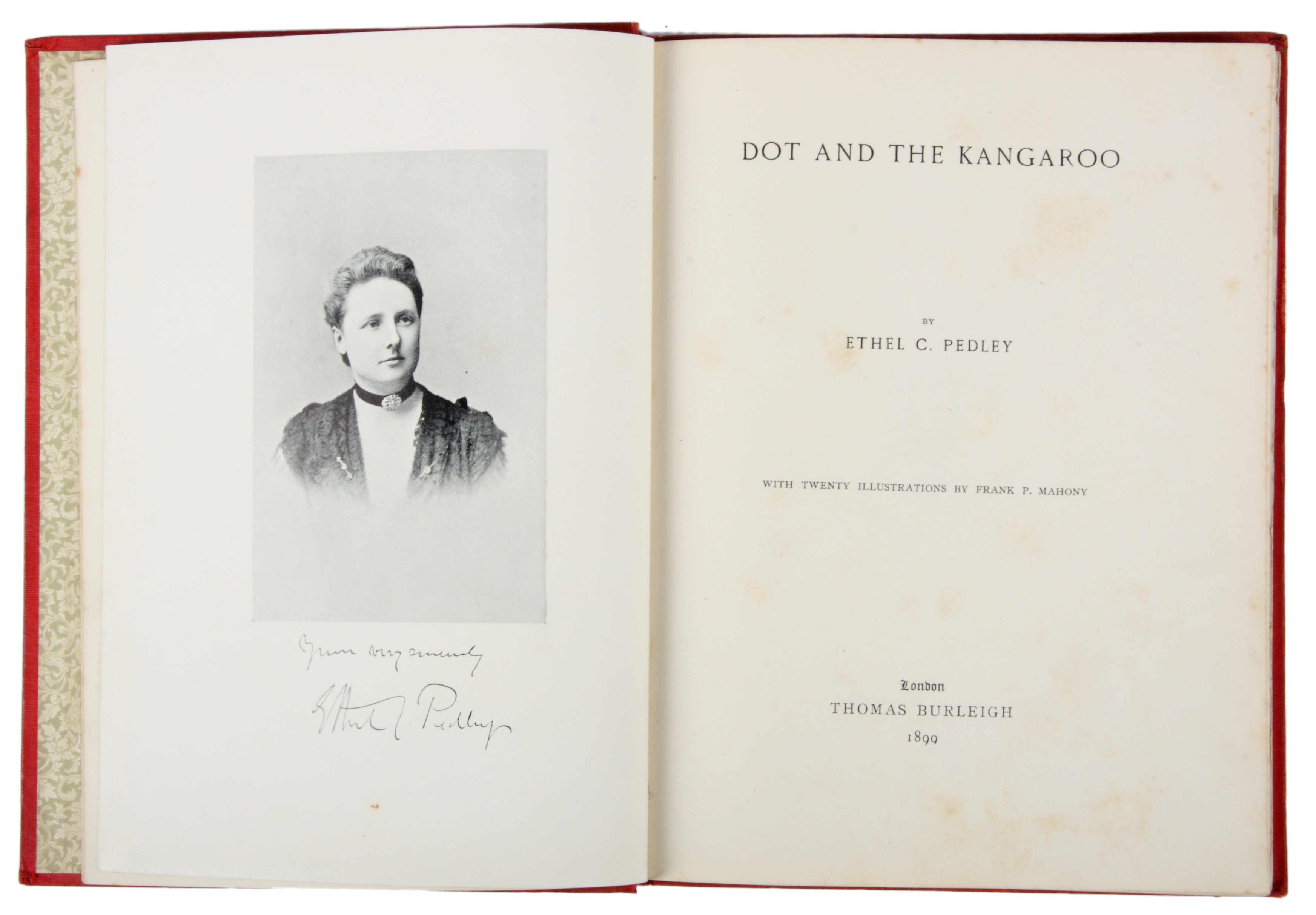
Первое издание «Дот и кенгуру» с фотографией автора

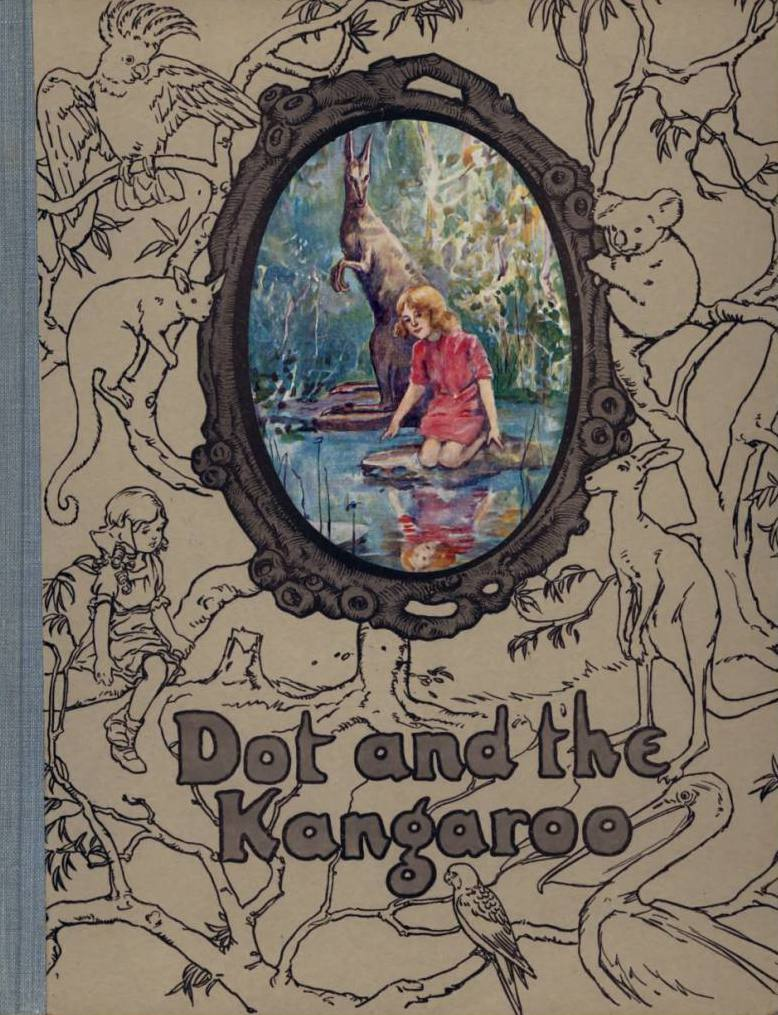
Обложка издания 1920 года

В историю Австралии Этель Педли вошла в первую очередь как писательница, автор единственной книги «Dot and the Kangaroo». Это история маленькой девочки по имени Дот, потерявшейся в буше. Ей удаётся подружиться с кенгуру, которая, в свою очередь, ищет потерявшегося детёныша. Кенгуру даёт девочке волшебные ягоды, благодаря которым та начинает понимать речь животных, сажает её в свою сумку и отправляется на поиски других животных, которые помогут Дот найти дорогу домой. Повстречав утконоса, коалу, вомбата, поссума, какаду и других австралийских зверей и птиц, Дот узнаёт много интересного об их жизни. К концу путешествия она начинает понимать, что животные существуют в гармонии друг с другом и с природой, и только белый человек нарушает эту гармонию, убивая животных даже не ради пропитания, а просто так, с ничем не оправданной жестокостью. Хотя в книге Педли чувствуется влияние кэрролловской «Алисы в стране чудес», её произведение является полностью оригинальным, а в некоторых отношениях даже новаторским. Персонажами в нём впервые становятся представители местной, австралийской фауны; кроме того, Педли говорит об австралийской природе с позиции животных, для которых очень важно, чтобы люди бережно относились к окружающей среде. В тоне повествования нет сентиментальности, свойственной детским книгам; от лица кенгуру Педли резко и бескомпромиссно осуждает варварское отношение человека к природе. Писательница предпослала своей истории следующее посвящение: 

Детям Австралии, с надеждой пробудить в них сочувствие к прекрасным, добрым и весёлым созданиям их замечательной страны, которым грозит вымирание из-за безжалостного уничтожения.
Оригинальный текст (англ.)To the children of Australia in the hope of enlisting their sympathy for the many beautiful, amiable and frolicsome creatures of their fair land; whose extinction, through ruthless destruction is being surely accomplished.

«Dot and the Kangaroo» впервые была опубликована уже после смерти писательницы, в 1899 году в Лондоне. Педли успела, однако, выбрать художника-иллюстратора для своей книги: им стал Фрэнк Махони. Первое австралийское издание вышло в 1906 году, после чего книга многократно переиздавалась и стала классикой австралийской литературы. По ней писались и ставились пьесы; в 1977 году Йорам Гросс снял по книге полнометражный анимационный фильм «Dot and the Kangaroo». Фильм, начинающийся с того же обращения к детям, которым открывается книга Педли, сочетает собственно мультипликацию со съёмками подлинных австралийских пейзажей в окрестностях Голубых гор.
Этель Педли умерла в 1898 году и была похоронена на кладбище Уэверли. В 1913 году один из её братьев учредил стипендию её имени для студентов-музыкантов.